# Wyższa Szkoła Edukacji Zdrowotnej i Nauk Społecznych w Łodzi
Wyższa Szkoła Edukacji Zdrowotnej i Nauk Społecznych – niepubliczna wyższa szkoła zawodowa, która powstała 14 czerwca 2002 roku w Łodzi i wpisana do rejestru niepaństwowych uczelni zawodowych pod numerem 96. Na mocy decyzji Ministra Nauki i Szkolnictwa Wyższego, w dniu 1 maja 2010 dotychczasowa nazwa Wyższa Szkoła Edukacji Zdrowotnej w Łodzi została zmieniona na obecną.

## Władze uczelni[2]
- Rektor – prof. dr hab. Adam Kołątaj
- Kanclerz – dr hab. Zbigniew Domżał, prof ndzw.
- Prorektor ds. Spraw Nauki i Rozwoju – dr Anna Kubiak
- Prorektor ds. Studenckich i Nauczania – dr Agnieszka Szpak

## Kierunki
Uczelnia daje możliwość podjęcia studiów pierwszego i drugiego stopnia, w trybie stacjonarnym i niestacjonarnym.
- Pedagogika (lic, mgr)